# Йорданка Стефанова
Йорданка Стефанова е българска актриса.

## Биография
Йорданка Стефанова е родена на 17 март 1955 г. в София. Завършва ВИТИЗ „Кръстьо Сарафов“ със специалност актьорско майсторство за драматичен театър в класа на професор Сашо Стоянов през 1980 г.
Играла в Сливенския, Старозагорския, Пернишкия, Нов драматичен театър „Сълза и смях“, театър „Българска армия“, Сатиричния театър и Театър 199. По-известни нейни роли са Милкана в „Майстори“, Майка Юбю в „Крал Юбю“, Грушенка в „Карамазов“, главната героиня в „Албена“, Мария Стюарт в „Да живее кралицата“, Аркадина в „Чайка“, Агафя Тихоновна в „Женитба“, „Божия: странна жена в Бяс“, Жанета в „Одисей пътува за Итака“, Оскар и Маминка Роза в „Оскар и Розовата дама“, ОФелия в „Карнавал“ и много други.
Носителка е на „Аскеер“ за водеща женска роля за „Чайка“ през 2001 г. и „Къщата на Иван“ през 2004 г.

## Телевизионен театър
- „Пресечката“ (1987) (Кольо Георгиев)

## Филмография
- „Светото семейство“ (2009) – Наска
- „Приключенията на един Арлекин“ (4-сер. тв, 2007)
- Клиника на третия етаж (35-сер. тв, 1999, 2000, 2010) – (в 1 серия: IV)
- „Съседката“ (1988)
- „Господин за един ден“ (1983) – Пурковица